# Super Smash Bros. (computerspelserie)
Super Smash Bros. is een computerspelserie van vechtspellen die zijn uitgegeven door Nintendo.

## Spel
In deze vechtspellen wordt er gevochten door Nintendo-personages zoals Mario, Link, Pikachu, Kirby, Fox McCloud en Samus Aran. Dit wordt gedaan op verschillende plaatsen uit Nintendo-spellen (zoals Mushroom Kingdom uit Mario). Ook zijn er verschillende items beschikbaar.
Sinds Super Smash Bros. Brawl komen er personages in voor die niet uit de Nintendo-franchise komen, bijvoorbeeld Solid Snake uit Konami's Metal Gear-serie en Sonic the Hedgehog uit Sega's Sonic the Hedgehog-serie.
De laatste versie, Super Smash Bros. Ultimate bevat een groot aantal nieuwe personages: waaronder King K. Rool uit de Donkey Kong Country serie, Banjo en Kazooie, Min Min, Pyra/Mythra, Steve, en Sora.

## Spellen
| Jaar | Titel                              | Platform          |
| ---- | ---------------------------------- | ----------------- |
| 1999 | Super Smash Bros.                  | Nintendo 64       |
| 2001 | Super Smash Bros. Melee            | Nintendo GameCube |
| 2008 | Super Smash Bros. Brawl            | Nintendo Wii      |
| 2014 | Super Smash Bros. for Wii U        | Nintendo Wii U    |
| 2014 | Super Smash Bros. for Nintendo 3DS | Nintendo 3DS      |
| 2018 | Super Smash Bros. Ultimate         | Nintendo Switch   |